# 白点鹛
白点鹛（学名：Ianthocincla bieti，又稱白点噪鹛）为藍噪鶥屬的鸟类，是中国的特有物种。分布于四川、云南等地，活动范围约为23,400平方千米。该物种的保护状况被评为易危，模式产地在四川宝兴。